# Drymornis bridgesii
Drymornis bridgesii là một loài chim trong họ Furnariidae.